# 林冠英
林冠英（1960年12月8日—），马来西亚政治人物。現任民主行动党顾问，身兼峇眼國會議員、槟城州议会阿逸布爹州议员。曾任马来西亚财政部长、槟城首席部长 。
1960年林冠英生于马来西亚柔佛，曾留学澳大利亚，拥有经济会计学位，是专业认证会计师，曾在银行任职。求学期间，他加入了民主行动党，并于1986年首度当选国会议员。2008年，他率领行动党参加全国大选并获胜，结束民政党在槟城执政39年的历史，出任槟城首席部长。2013年大选，林冠英成功连任。2018年至2020年，担任马来西亚财政部长。
2020年7月23日，马来西亚反贪污委员会传召林冠英录供，以协助调查耗资63亿令吉的槟城海底隧道弊案。8月6日，林冠英因海底隧道弊案被反贪会逮捕，分别在吉隆坡及槟城法庭被控。林冠英不认罪，获准以100万令吉、2名担保人及交出护照保释。9月11日，林冠英在刑事法典第403条文（不诚实地挪用财物）罪刑下，面对二项新控状。
林冠英的父亲林吉祥为依斯干达公主城国会议员，他与妻子周玉清育有四个孩子。

## 早年生平
林冠英的祖籍是中國福建省漳州府詔安縣東山島（今東山縣），1960年12月8日出生於馬來西亞柔佛峇株巴轄县。父親林吉祥是柔佛振林山國會議員兼行動黨國會領袖，母親梁玉治。
林冠英曾經就讀八打靈再也的拉莎英文小學（La Salle Primary English School），後來轉校到峇株巴轄的蒙特堡英文小學（Montfort Primary English School）。中學就讀峇株巴轄中學，後來轉校到馬六甲高等中學完成中學學業。
其後赴澳州留學，就讀於莫纳什大學，曾經是莫纳什大學國際學生協會會長。1983年，他畢業於莫纳什大學。其後在关丹的銀行任職高級行政人員。

## 政治生涯
林冠英早在1982年就學期間便加入民主行动党。1989年12月，擔任民主行动党社會主義青年團團長。及1992年当选连任该职位。1995年，受委為行動黨副秘書長。2004年当选秘书长，并担任至2022年。2022年当选党主席，便担任至今。

### 國會議員
1986年，首度在馬六甲代替其父林吉祥出征競選，以1萬7606張多數票击败苏进安首次當選马六甲市区國會議員。在1990年和1995年的大选中，尽管多数票减少，他还是以1萬4468張及4639张胜选连任，成为首位连任三届马六甲市区国会议员的马六甲中学校友。

### 槟州首席部长(2008-2018年)

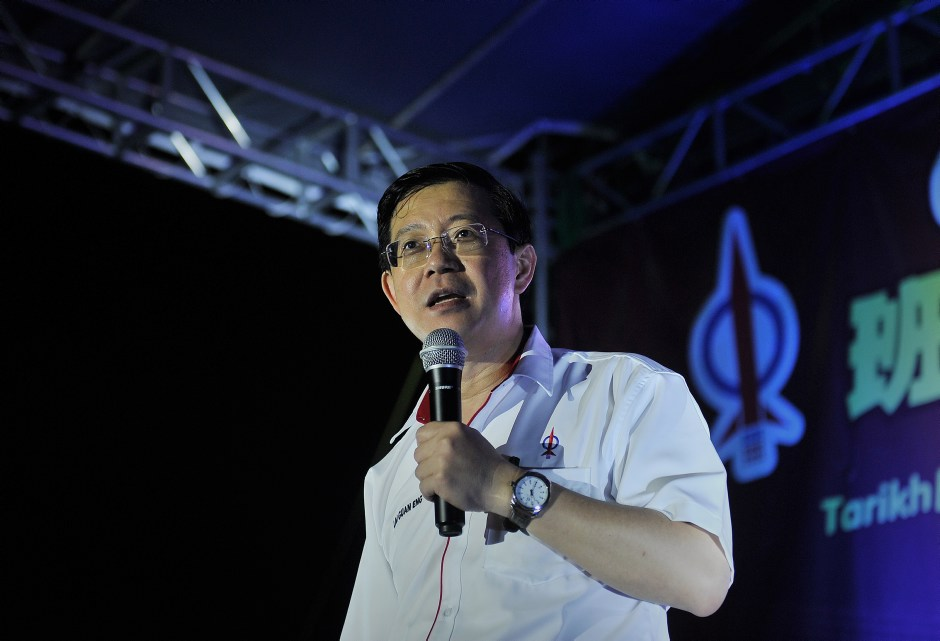
2014年发表演讲的林冠英

2008年，首度率领行动党大军参加全国选举，在与人民公正党及伊斯兰党合作下取得压倒性的胜利，在槟州40个州议席中赢下29席（行动党19席，公正党9席，伊斯兰党1席）组织民联政权，结束国阵民政党在槟城执政39年的历史，被提名出任首席部长，取代许子根。
2013年马来西亚大选，林冠英再度带领民联以更多的得票赢得槟城的州执政权，取得州议会超过三分之二的席次（40席中的30席），同时他也成功续任槟城首席部长。
身为首长的林冠英同时也兼任十一间官联公司及法定机构主席。

### 财政部长（2018-2020年）
在2018年马来西亚大选后，候任首相马哈迪·莫哈末宣布委任行动党秘书长林冠英为新任财政部长。也是马来西亚政治时隔40年之后，第三位华人担任财政部长，因此林冠英的受委备受瞩目。马来西亚首位财政部长是敦李孝式爵士，他于1957年就担任马来西亚首任财政部长。而第二位华人财政部长则是于1959年上任的马华公会前总会长敦陈修信。

### 2020年马来西亚政治危机
2020年2月24日，执政党希望聯盟爆发政治危机，首相马哈迪·莫哈末突然宣布辞去土著团结党主席与首相职位，土著团结党也在同日退出希盟，引发政坛大地震。第七次马哈迪内阁随着解散，以等待新相首人选。3月1日，最终由土团党总裁慕尤丁领导的国民联盟执政中央，希盟政权宣告垮台。林冠英与父亲林吉祥领导的民主行动党再次沦为反对党，继续与希盟剩下的三个政党组成政治联盟，试图板倒国盟政权。
国盟上台执政后，立即重新审视希盟执政时期推出的政策，其中林冠英担任财政部长时推出的2020年马来西亚联邦政府财政预算案也被国盟重新分配。国盟政府也随着对在野党展开政治打压，包括举报敌对政党人物的言行举止和翻查涉及的案件。而林冠英是涉及案件的主要争议人物，包括洋房采购案和槟城海底隧道弊案。马来西亚反贪污委员会也在同年5月翻查上述案件，并陆续传召林冠英任槟城首席部长时的相关人物助查，包括曹观友、拉玛沙米、阿都马烈、佳日星、林峰成、彭文宝、章瑛、罗兴强及王国慧。8月6日晚，林冠英因槟城海底隧道弊案被马来西亚反贪污委员会突然宣布逮捕，其妻子也因洋房采购案也在8月7日被反贪污委员会传召助查，之后在8月11日被正式提控，双双被控上收贿和洗黑钱罪名。但两人皆不认罪，案件进入司法审讯阶段。

## 任内大事记

### 槟城首席部长（2008-2018）
身为新任槟州首席部长，林冠英宣布赦免在2008年3月前所有槟岛市议会及威省市议会所发出的营业执照及违规停车罚款传票。3月14日，有巫统党员及支持者在星期五祈祷后，组织一场示威集会抗议他不采用新经济政策为施政导向。在这集会中没有人被逮捕但被警方带走问话。一些支持国阵的非政府组织继续抗议及作为一种持续骚扰的方式报警。
在林冠英掌政期间，槟城保持其在马来西亚投资名单中名列前茅，在2010年吸引了价值122亿令吉的资本投资额，即马来西亚总投资额的25%。与2009年相比增加了465%，当时的投资额有21.7亿令吉。所以在2011年，槟城持续第二年在马来西亚的制造业投资中领先，总共累积了910亿令吉的投资额。然而，在总投资的新指标包括制造业，服务业和私营部门之下，槟城的投资额在马来西亚州属中排名第二，吸引了140.38亿令吉仅次于砂拉越，由于没有太多主要领域的投资之故。 因此，槟州政府债务在2011年终时减少至6300万令吉，在2008年时的6.3亿令吉减少了95%。 2014年，槟城取得总值81亿令吉的投资额，增加了109%。 结果槟城的制造业投资额在2000年至2007年间有249亿令吉，在2008年至2016年间达到了539亿令吉已增加了87%，增加了17%的工作机会。 外国投资方面也增长了62.5%，投资额在2008年-2015年间达到367亿令吉，而2000年-2007年间只有226亿令吉。
2014年7月25日，林冠英主导的槟州政府公布了总值270亿的槟城交通大计划，目的是促进槟岛及威省的交通联系。大计划旨在实现一个明确的，完整连接的道路网络和分散系统，以及一个结合了公共汽车，有轨电车，地铁和水上德士的良好整合和可持续的公共交通系统，该计划之后被槟州交通大蓝图取代。
在林冠英时期，槟岛市议会在2015年1月1日由最高元首宣布正式升格为市，即槟岛市政厅。州政府在2010年1月对市议会升格为市向马来西亚联邦政府提出申请。
檳城也從前朝2007年執政時全過最低的人均國內生產總值一步一腳印取得進步，即使受到馬來西亞經濟衰退的引響，也逐年獲得經濟增長。在2006年至2007年，檳城當時是全國最低人均國內生產總值增長，只有5.9%。檳城在2012年至2013年的人均國內生產總值增長，在全國排名第三；2013年至2014年更上一層樓成為全國第二；2014年至2015年，檳城成為人均國內生產總值全國冠軍的州屬。

#### 能干、可靠及透明（CAT）
林冠英的槟州政府推出了能干、可靠及透明（英语：Competency, Accountability and Transparency， 简称CAT）施政理念。该口号推动了州政府实现高效，负责任和廉洁的治理，还有另一个重点是让槟城人民在宣传口号的目标时分享州政府的繁荣， 也让槟城打造成更干净，更环保及更安全的州属。CAT口号也包括提倡正面工作文化及以绩效为基础的团队精神。该口号最终实现了，州政府在公开招标政策下成功吸引122亿令吉的总资本投资额。 根据国际新闻周刊《经济学人》，州政府的改革及新政策，终结了前朝政府因朋党主义及贪腐所导致的严重财政赤字。
结果，槟州政府获得国家总稽查司的赞赏为马来西亚在2008年至2010年间的最佳理财州属。根据国家总稽查司报告，综合资金在2009年的11亿1.89百万令吉，提升了2.7%至2010年的11亿31.17百万令吉。同样的，综合收益资金也从2009年的5亿38.95百万令吉，提升6.2%至2010年的5亿72.49百万令吉。 除此之外，槟城也因执行工程合约公开招标制度而获得国际透明组织的荣誉。

#### 福利援助计划
这些创纪录的预算盈余已用在社会福利方面，如资助赤贫人士，回馈乐龄人士，奖励反贪腐人士，提升公共房屋，在特定热点设立免费无线网络，为工人提供槟岛及威省的免费巴士服务。 每年100令吉的社会福利援助金会给予乐龄人士，单亲妈妈，残障人士，新生儿及小学一年级至四年级及中一至中四的学生。
槟城SMART中心是州政府及智库investPenang在2009年6月的槟城前景论坛中由林冠英主持倡议设立的。SMART中心意图为槟城中小型企业提供市场情报，业务咨询，资讯和培训服务。该中心着重于通过提供各种计划（如商业配对，研讨会和讲座）来促进本地采购，投资和网络建设。
在民联的社会经济议程下，槟州政府的目标是消除贫困，成为马来西亚首个通过确保槟城每户家庭每月至少770令吉收入的州属。马来西亚半岛的贫穷线是每个家庭月总收入只有763令吉。任何收入少过770令吉的家庭将会获得州政府每个月的差异加满援助，也就是说月收入600令吉的家庭将在这计划下获得170令吉。
除此之外，林冠英主导的州政府启动了针对华文独立中学的制度化拨款， 也提高州内华文小学，淡米尔文小学及宗教学校的拨款，主要对象是马来西亚教育部部分资助和没有被资助的学校。
2015年4月1日，槟州政府退出“槟城未来基金会”奖学金计划，将颁发给希望在本地私立高等教育机构攻读本科学业的杰出年轻马来西亚学生。奖学金获得者将获得2千万令吉赞助他们的学习，毕业后必须在槟城工作。该奖学金项目由槟州政府管理，但由私人界全额资助，以确保该计划的长期可持续性。这计划也吸引人才来槟州工作。 

#### 干净，绿意槟城
干净，绿意槟城是槟州政府于2010年推出的倡议，通过教育，执法和激励的努力，把槟城打造成马来西亚最环保和宜居的城市。这是为了将当前的生活环境恢复成一个更清洁，可持续发展的城市，从而提高生活质量。
州政府在2010年1月1日起强制执行禁止免费塑胶袋政策。尽管零售店在执行初期反应冷淡，林冠英表示该行动将会减少州内垃圾制造量及碳排放量。全州的零售店，食品店和小贩摊位必须遵守指示以确保营业执照的更新。贩卖塑胶袋的收入将会进入 “消除贫困伙伴”特别基金以资助赤贫人士，这一举措在马来西亚是首创先例。

#### 外国代表团和国家访问
2011年11月6日，澳洲维多利亚总督切诺夫获得获得林冠英领导的槟州政府邀请官访槟城，并设法加强双方的联系及建立友谊关系 。
2011年11月15日，槟城迎来了加拿大总督约翰斯顿及日本神奈川县议长进行两天的官访。槟城也加强加拿大和日本的外交关系以加强贸易联系，吸引外国投资者来槟城。
其他来访槟城的外国代表也包括南澳警察部长及曼谷市长苏坤邦。
林冠英也率领商业和投资业代表官访了东京，曼谷，新加坡，墨尔本，阿德莱德，阿布扎比和杜拜。 林冠英官访曼谷期间跟曼谷签署了谅解备忘录，期许槟城成为快速发展的世界级国际都市。这次官访也寻求曼谷合作发展旅游业，林冠英表示希望槟城成为主要的经济中心，成为投资者的首选，为游客提供一个理想的地方，并希望获得可持续生活的人选择地，从而实现全球城市地位。
而且以2008至2011年與2005至2008年比較，林冠英公款出國相比前朝首席部長許子根即使是次數多了，但是花費卻是減少非常多，林冠英自出任檳州首席部長至2011年，他出國官方訪問20次，僅花費14萬6284令吉，平均每趟只花費7314令吉20仙，相比較前任檳州首席部長許子根從2005年至2008年，雖僅10次正式官訪，不過花費就已經達到14萬9326令吉。這主要是在於現任政府規定長官上至首長，只要是在4個小時的行程以內的班機都得坐經濟艙才能省下多餘的花費。

#### 伊斯蘭宗教撥款
檳州政府從2008年至2016年，撥給清真寺、禱告室的各項伊斯蘭活動用途撥款共4億5676萬令吉；對非伊斯蘭膜拜場所的撥款，則為711萬4248令吉70仙。在土地方面，州政府獻出市價8000萬令吉的土地興建伊斯蘭法庭大廈及高庭，以示州政府對伊斯蘭教的尊重。

#### 清真業將邁向國際
槟城清真工業園自2008年成立以來，已吸引4億8000萬令吉資本投資，此發展必讓檳城成為國際清真中心。檳城已成為布城和巴生谷后，全國第3大清真中心，在現有發展趨勢下，檳城清真業將邁向國際。林冠英于2008年擔任檳首長職時，對檳城清真業處于零發展的情況感到驚訝，所以從2009年開始推動清真業發展，如今取得良好發展。

### 财政部长（2018-2020年）
在2018年马来西亚大选后，新任首相马哈迪·莫哈末宣布委任行动党秘书长林冠英为新任财政部长。由于马来西亚已有超过40年无华人出任财政部长，林冠英的受委引起瞩目。敦李孝式爵士（Tun Sir Henry Lee Hau Shik）於1957年就担任马来西亚首任財政部长，而第二位华人財政部长则是於1959年上任的马华公会前总会长敦陈修信（Tun Tan Siew Sin）。

## 政治争议事件

### 換官車事件
2008年7月24日，林冠英在記者會上批评登嘉楼政府购买马赛地官车是奢侈的决定。但他其后在2013年曾2個月內更换两次官車，其中包括马赛地S300L，这种做法引起了廣大的批評。林冠英詭辯買馬賽地S300L當官車，反而為納稅人省了35萬8955令吉。

#### 与《星洲日报》的笔战
2014年1月3日，《星洲日报》副执行总编辑郑丁贤以〈骑脚车的市长，坐S-Class的首长〉，撰文批评林冠英购买马赛地房车事件。林冠英也在1月7日以 〈郑丁贤的不敢、不能与不会〉撰文自我辩白，同时反击郑丁贤只懂诋毁他，却未曾批评国阵严重的弊端，特别是时任马来西亚首相纳吉·阿都拉萨一家的争议。两人随着针对各种问题展开长达数月的笔战。

### 绯闻事件
2012年7月2日，马华公会行政议员兼鲁容区州议员颜天禄在马六甲州议会上，挑起林冠英与前女职员的桃色绯闻，质问周玉清是否认识该名前首长办事处女职员及曾对后者动粗。对此林冠英回应说：“我挑战颜天禄在州议会之外，重新发表他的言论，那么我的太太和我就可以针对他那没教养或粗野的言论，起诉他诽谤。”他也揶揄曾有性爱光碟丑闻的时任马华总会长蔡细历说，只要马华敢公开在议会厅外重复有关的诬蔑言论，他及妻子准备通过法庭证明马华撒谎，也可以证明“林冠英不是蔡细历。

### 购屋案
2015年，林冠英以低於市價的280萬令吉購買了一幢10165平方尺的房屋，每平方尺价约275零吉，(梹政府批准的可负担组屋，每平方尺价约300-420零吉)，该房屋在2015年政府估价為427萬令吉，市价会更高。国阵在国会公开此事的议员影射此事或与槟州政府将山竹园的廉价屋发展地脱售以兴建医院有关，称其可能與林冠英的原屋主彭麗君有过利益輸送。
2016年6月30日，林冠英被馬來西亞反貪委員會官員逮捕及被控貪污。检控的两条罪名一项是批准女屋主彭小姐所拥有的发展地段进行发展，(转换农业地去商业地)。另一项则是其所购买的房子过低。林冠英稱這是政敵對他的政治逼害，试图透過閃電州選舉還擊以保住濱州政權。不過，在盟友公正黨反對下，该计划最終不了了之。
2016年10月1日，由国阵巫统的种族性党外组织人物“拳击阿里”号召约千人红衫军新关仔角交通圈展開『抗議檳州首長林冠英涉嫌貪污及淨選盟』集會，导致该处交通瘫痪；同年10月26日，国阵巫统青年团号召逾三千人身穿黑衣到檳州政府行政大樓外示威，要求被控貪污的州首長林冠英下台。

#### 操纵司法
2018年9月，希盟执政后，槟城高庭遂宣布林冠英及原屋主彭丽君被告案件撤销。此事在朝野与社交媒体引起千层浪，引起社会对新政府机构独立性的质疑。

### 招商引资
2014年，馬華檳州聯委會署理主席陳德欽抨擊林冠英和各行政議員到國外拜訪、招商與出席研討會，共出國20次，最終換得來的卻是外資的大幅度下跌。他指出檳州外資從2010年到2013年整整下跌82%，即由2010年的104億5千110萬令吉劇降至2013年的17億9千439萬令吉。

### 人均GDP之爭
林冠英指在2017年，也就是國陣执政的最後一年，檳城的人均GDP總值是全國最低的。國陣梁德明及邓章耀指正林冠英，檳城2017年的人均GDP總值是全國第3名，最低是吉蘭丹；而在希盟執政的2018至2020年，平均人均國內生產總值只有4.55%，成長率是馬來西亞全國所有州屬包括直轄區中，排名最低者。 

### 伊刑法課題
2012年2月19日，與當時的馬華總會長蔡細歷展開「王對王」辯論時，林冠英数次在伊斯蘭國課題方面声称盟友伊斯蘭黨沒有殺過一個華人。
2015年3月19日，在被问及有關吉蘭丹提呈伊刑法一事时林冠英没有正面回應，只以「Let it pass first」让媒体自行诠释其意。

### 高調屠狗令
2015年7月28日，玻璃市已有狂犬病疫情，之后疫情一路扩散到檳州。
在发生兩宗人感染瘋狗症事件后，林冠英無視世界動物衛生組織（OIE）一再強調「集體疫苗」（mass vaccination）為最有效的杜絕狂犬病的方式，9月15號命令捕殺檳州所有在街頭遊蕩狗隻，涉及犬只约有4萬隻。屠狗令受到了廣大市民、保護動物協會與外國媒體的批评。
但林冠英詭辯採取如此強硬的手段是为保護人民性命，不會因為這些「路邊專家」而改變初衷，或收回屠狗令。

### 削減拉曼拨款
林冠英在担任马来西亚财政部长之后，与马华总会长魏家祥就拉曼大学学院的拨款锐减课题展开激烈的争论。在2019年财政预算案中，拉曼大学学院从3000万令吉的拨款，大幅度削减剩下550万的发展拨款。财政部长林冠英基于拉曼大学学院是由马华公会控制，政府才会减少该校的拨款，并以“政教分离”为由，要求马华放弃对拉曼大学学院的控管。
2019年10月11日，林冠英再次削減拉曼的发展拨款为100万令吉，比起去年的550万还少了450万令吉。魏家祥对此炮轰林冠英对土著学生拨巨款，却对贫穷华裔学生没有同理心。林冠英在隔日表示，若马华同意撤出拉曼，则将获得6000万令吉拨款。林冠英之后将3000万令吉给仅有7年历史的拉曼大学学院校友会总会设立的基金会（TAA-ETF），再次引起魏家祥的强烈批评，质疑林冠英企图分裂拉曼。
12月4日，林冠英动用财长权力，宣布加码4000万令吉拨款，惟这笔拨款并非交给拉曼大学学院，而是交给拉曼大学校友总会基金会，魏家祥再次炮轰林冠英与拉曼基金会的群带关系和企图混淆民众。林冠英对此表示，政府已预留拉曼大学学院的拨款，惟不能将公帑拨给政党控制的机构，以符合民主国家保障新闻自由和尊重法治的做法。他呼吁马华放弃对拉曼大学控制权，惟马华总会长魏家祥强调，打从创校开始，马华就跟拉曼脱不了关系。林冠英称，只要马华放弃其控制权，政府将每年为该大专拨款至少3000万令吉，同时强调行动党或政府无意接管拉曼大学学院。林冠英以财长官位重申，只要把拉曼大学学院交给没有政治背景的拉大校友会和华社管理，就立即兑现承诺发放拨款。他与魏家祥的争论导致希望联盟在同年11月的柔佛州丹绒比艾的补选中惨败的原因之一。

## 被控受贿

### 槟城海底隧道弊案

#### 反贪会逮捕
2020年8月6日晚，林冠英因63亿的槟城海底隧道弊案被马来西亚反贪污委员会突然宣布逮捕。反贪会发文告证实，将于8月7日在吉隆坡贪污案特别法庭、8月10日和8月11日在槟城地庭分别提控林冠英。
2020年8月10日，林冠英被加控一项罪名，控状指他担任槟城首席部长期间，在涉及槟城海底隧道项目中接受了330万令吉的贿金。林冠英否认接受这笔贿金。
2020年8月11日，林冠英、妻子周玉清和女商人彭丽君在槟城北海法庭被控与《2001年反洗钱、 反恐融资及非法活动收益法令》（AMLA）有关的多项罪行。根据控状，林冠英涉嫌在2013年8月19日至2016年3月3日期间，于光大28楼的首长办公室，利用其首长与槟城发展机构董事主席身份，通过顾问公司Excel Property Management & Consultancy替周玉清收取37万2009令吉贿金，以确保Magnificent Emblem获得总值1161万令吉的柔府和峇都加湾劳工村项目。三人皆不认罪，各获准以5万令吉和一名担保人保外候审。
2020年9月11日，林冠英在北海法院被控两项不诚实挪用政府土地相關的失信罪。一旦罪成，可被判监禁不少过6个月及不超过5年、鞭笞及罚款。

#### 案件审理
2020年12月21日，吉隆坡地庭择订2021年6月8日起，审理林冠英所面对的4项控状，审讯日共31天。届时，控方将在审讯期间，传召80至90名证人上庭供证。
2021年7月8日，林冠英提出申请把案件移交高庭审理，也要求暂缓地庭的所有庭审，直到他所提出的移交申请有结果为止。7月12日，吉隆坡高庭以地庭有能力审理为由，驳回林冠英的申请，案件将如期于7月13日在地庭开审。11月16日，上诉庭三司一致驳回他的上诉，维持高庭判决，案件将继续在地庭审理。

## 争议发言

### “私生子”风波
1993年11月9日，林冠英在国会发言时说：“尊贵的议长，马华公会撒谎的水准，如果我们要做的话，我们可以指马华总会长林良实医生是私生子，他的父母为皮条客和妓女。我们可以这么说，不过我们不会这么做，这是马华领袖的水准”。据悉，当时林良实不在场。
相隔五天后，时任民政党主席林敬益，就此事指责林冠英“口出污辱性言词”，来贬低政敌。他希望林冠英不会把“野蛮政治带入马来西亚国会”。他当时还强调地说：“请记下，这是我说的，林冠英没有礼貌，没有教养！我要请林吉祥好好管教和训练儿子的礼仪”。之后的一两天，林良实的同僚（马华的多名领袖）纷纷发表谈话，对林冠英的言论展开“群起而攻之”。
11月18日，时任国阵副党鞭三美威鲁在国会代表执政党提出动议，限林冠英在11月23日或之前向林良实及国会下议院道歉，否则禁止他出席国会会议为期一年（即至1994年12月31日）。国会下议院经过辩论后，即通过此动议。
在此动议的辩论进入尾声时，林冠英突然表明收回他的“私生子”比喻，并向林良实道歉。他说，他当时只是作出一个比喻，但如果有关比喻已伤害林良实，他愿意收回并道歉。然而，在场的国阵领袖却基于林冠英的道歉缺乏诚意，拒绝其道歉。
11月23日，时任国会下议院议长莫哈末·查西尔宣布接受林冠英的道歉，同时撤销他禁足国会13个月的建议。

### 誹謗柔佛州治安
2011年，林冠英到新加坡招商时批評柔佛不是安全的州屬，因為罪案不斷，而且與檳城比較很容易被綁票。在柔佛州蘇丹依布拉欣殿下怒責檳城首長林冠英對柔佛州治安發表的指控是沒有根據後，林冠英為其在新加坡的言論鄭重向柔佛州蘇丹道歉，但仍堅持國陣所控制的媒體錯誤呈現其言論。

### 國外貶低馬來西亞
2013年9月5日，林冠英到香港招商時與移居香港的馬來西亞檳城僑民聚餐，在其演講當中提及大馬當前的罪案與貪污問題，被國陣人士包括部長及黨要藉著旗下的英語紙媒攻擊林冠英在投資者面前貶低國家形象。林冠英隨即在9月11日發表文告駁斥這項指控，他要求国阵部长及国阵控制的英文主流媒体应该停止荒谬及恶意的谎言，指控他在香港招商时，在投资者面前贬低马来西亚，林冠英要求國陣部应该去补习英文加强他们的英文词汇，因為他會見的是檳城僑民(Penang diaspora)不是投資者，他抨擊馬來西亞的英文退步這麼多，連國陣聯邦部長及國陣控制的英語媒體的詞彙造詣也這麼差，連diaspora是僑民的意思也不懂。林冠英也在文告中要求只刊他遭受攻擊的英語媒體，可以全文照登他之前已公開寄給所有媒體的講詞，因為相關媒體之前並沒有刊登，等到國陣展開攻擊就直接刊登攻擊林冠英貶低國家形象的新聞。

### 缺席國會
2015年4月國會開會期間，林冠英和劉鎮東國會議員以到澳洲出席活動为由缺席國會对2015年防恐法案（POTA）的表決。事後林冠英不滿華文報記者追問他為何缺席國會表決，堅持不回答之外，還怒斥記者欺善怕惡。

### 加入馬華公會論
2015年4月，林冠英接受外國BBC中文網訪問時稱，自己基本上是為了全馬來西亞人民謀福，如果只是為了華裔的話，他早就跳去馬華公會了。

### 姓周橋天公誕慶風波
2016年1月3日，林冠英為姓周橋橋民拉橫幅抗議州政府將於天公誕期間在姓周橋辦文化表演，與橋民辦的天公慶典打對台事件大動肝火，教訓姓週橋僑民：「這不是你爸的地」，并在記者會上对姓周橋名譽顧問周呈慧使用「Lut」字眼（福建话内较为粗俗字眼，可解读为多个意思，分别是『干』、『鳥』、『弄』及『骂』）。

### 批評者是殭屍
2017年1月19日，林冠英出席由行動黨檳州浮羅山背國會聯委會主辦的行動黨50週年宴，在演講時把不認同其政績的檳民貶為殭屍：「對那些『殭屍』不必浪費時間，因為我們是人，要講人話。」

### 不以华人自居论
2018年5月12日，马来西亚大选之后，马哈迪·莫哈末再度拜相，并在当日召开记者会公布内阁部长人选时，委任林冠英出任财政部长职位。当林冠英在记者会被媒体询问华人已44年没有担任大马财长一职时，他用英语说：「抱歉，我并不自称华人，我是马来西亚人」（Sorry, I don't consider myself as a Chinese, I'm a Malaysian），强调自己是全马来西亚人的财政部长。这句话在当时并没有什么问题，但之后让他饱受诟病，原因是他在任内未能以身作则，也成為其政治對手批击他的一个说词。

### 砂拉越三年破产论
2019年6月21日，林冠英在出席行动党于古晋举办的一场筹款晚宴时说，若砂拉越继续让砂政党联盟（GPS）管理，可能会在3年后破产。林冠英表示，砂拉越政府在2019年财政预算案高达110亿令吉，而砂拉越的储备金只有300亿令吉。他还说，若砂政府每年的预算案都超过百亿令吉，那只需3年就会将所有的储备金用完而破产。林冠英提醒砂拉越人民要小心，勿让砂州在砂盟管理下走向破产，就犹如伊斯兰党管理的吉兰丹州，连本身州公务员的薪金也无法支付，被迫向联邦政府贷款。
林冠英的砂拉越三年破产论引起了争议。砂拉越政府透过其财政及经济策划部发表文告表示，林冠英的言论不仅具有误导性，而且还带有政治动机。砂拉越首长阿邦佐哈里驳斥了该论调，并指林冠英不会算砂拉越财政预算案这笔账，阿邦佐表明，砂政府向石油及液化天然气出口征收5%税务，加上各项税收就有100亿令吉，所推动的财政预算案推动的发展，也会带来实际收益，并无“破产”之说。砂拉越土保党巴当沙隆国会议员南茜苏克利表示：“我们拥有310亿的储备金在预算中并没有碰过，甚至没有被编入预算中，因为储备金会保留为储备金。所以我们设下110亿的预算，是基于我们（州政府）的收入。”“因此说砂拉越会在三年内破产是本不合理的。那只是凭据我们拥有的储备金，事实上我们根本没使用储备金。“
2020年2月29日，砂拉越首长阿邦佐哈里直言，支持行动党是一个“愚蠢”（Paloi）的举动，砂盟不与希盟合作。他说，这是因行动党曾指砂盟无法管理州属，并在三年内破产。
2022年5月19日，行动党浮罗岸州议员张健仁在参与2022年森林法案修正案中为林冠英的砂拉越三年破产论辩护，并指当时林冠英发表此言论的时候﹐阿邦佐哈里正准备推行轻快铁（LRT）计划，这将会耗尽砂拉越的储备金。
随着希盟在2022年大选后与砂拉越联盟、巫统等政党合作，林冠英针对他本身曾发表伤害阿邦佐哈里和砂盟领导的州政府的言论公开道歉。

### 拆庙论
2023年7月7日，林冠英在日落洞石头公园举行的“新加坡天富宫白龙王神尊出游绕境”活动致词时警告槟城选民，应当阻止“绿潮”（指伊斯兰党）在槟城立足，因为这将导致佛教寺庙被毁，而非穆斯林也将面临各种限制。他的言论引起伊党青年团团长阿末法德里不满，并质问林冠英，该党是否曾拆除吉兰丹的任何一所庙宇。林冠英事后在脸书发文，否认曾发表相关言论，并表示他所指的其实是吉打州一间兴都庙在2020年7月被摧毁的事件。
7月9日，阿末法德里发文告表示国盟已经获悉此事，并形容此番无礼的言论，旨为在州选恐吓华裔选民，他还表示将动员在全国各地向警方报案。同日下午，玻璃市州伊党青年团加央区团长阿兹兹前往警局报案，并认为林冠英言论触及3R（宗教、种族、王室）课题。当晚，土团党和民政党到百大年路警局报警，要求否认曾发表“拆庙论”的林冠英提告报道错误的媒体，否则就得撤回言论，并向全国人民道歉。武吉阿曼刑事调查部副总监苏雷斯古马之后证实已援引1948年煽动法令第4（1）条文、刑事法典第505（b）条文，以及1998年通讯与多媒体法令第233条文对该言论进行调查。
7月13日，全国警察总长拉扎鲁丁证实，警方已完成录取林冠英口供。7月14日，林冠英前往东北县警区总部，针对此事录取口供，过程长达2小时。
11月15日，内政部长赛夫丁纳苏迪安指出，警方已开档调查林冠英发表的言论，并已将调查报告提呈至总检察署。他说，警方已援引《1948年煽动法令》第4（1）条文（发表煽动性言论）和《1998年通讯及多媒体法令》第233条文（不当使用网络设施或网络服务），对林冠英展开调查。

## 选举成绩
| 年份 | 选区                   | 候选人 | 候选人           | 得票数 | 得票率 | 竞选对手                     | 竞选对手             | 得票数 | 得票率 | 总票数 | 多数票 | 投票率 |
| ---- | ---------------------- | ------ | ---------------- | ------ | ------ | ---------------------------- | -------------------- | ------ | ------ | ------ | ------ | ------ |
| 1986 | 马六甲 P113 马六甲市区 |        | 林冠英（行动党） | 34,573 | 67.08% |                              | 苏进安（马华公会）   | 16,967 | 32.92% | 52,840 | 17,606 | 76.54% |
| 1990 | 马六甲 P113 马六甲市区 |        | 林冠英（行动党） | 33,993 | 63.52% |                              | 孙殿赐（马华公会）   | 19,525 | 36.48% | 54,745 | 14,468 | 76.45% |
| 1995 | 马六甲 P123 马六甲市区 |        | 林冠英（行动党） | 29,293 | 54.30% |                              | 孙殿赐（马华公会）   | 24,654 | 45.70% | 56,096 | 4,639  | 75.91% |
| 2008 | 檳城 P043 峇眼         |        | 林冠英（行动党） | 33,748 | 74.24% |                              | 宋彩苓（马华公会）   | 11,678 | 25.69% | 46,227 | 22,070 | 77.84% |
| 2013 | 檳城 P043 峇眼         |        | 林冠英（行动党） | 46,466 | 77.71% |                              | 蔡德橡（马华公会）   | 12,307 | 20.58% | 59,796 | 34,159 | 87.29% |
| 2013 | 檳城 P043 峇眼         |        | 林冠英（行动党） | 46,466 | 77.71% | 林金主（爱国党）             | 328                  | 0.55%  |        | 59,796 | 34,159 | 87.29% |
| 2018 | 檳城 P043 峇眼         |        | 林冠英（行动党） | 51,653 | 85.96% |                              | 李明胜（马华公会）   | 7,751  | 12.90% | 60,087 | 43,902 | 84.70% |
| 2018 | 檳城 P043 峇眼         |        | 林冠英（行动党） | 51,653 | 85.96% | 范清渊（爱国党）             | 502                  | 0.83%  |        | 60,087 | 43,902 | 84.70% |
| 2018 | 檳城 P043 峇眼         |        | 林冠英（行动党） | 51,653 | 85.96% | 郭馨文（马来西亚人民团结党） | 181                  | 0.30%  |        | 60,087 | 43,902 | 84.70% |
| 2022 | 檳城 P043 峇眼         |        | 林冠英（行动党） | 55,797 | 81.27% |                              | 胡德春（土著团结党） | 6,149  | 8.96%  | 69,516 | 49,648 | 77.70% |
| 2022 | 檳城 P043 峇眼         |        | 林冠英（行动党） | 55,797 | 81.27% | 陈诠峰（马华公会）           | 5,385                | 7.84%  |        | 69,516 | 49,648 | 77.70% |
| 2022 | 檳城 P043 峇眼         |        | 林冠英（行动党） | 55,797 | 81.27% | 哈菲兹阿布巴卡（印穆国盟）   | 1,323                | 1.93%  |        | 69,516 | 49,648 | 77.70% |

| 年份 | 选区         | 候选人 | 候选人           | 得票数 | 得票率 | 竞选对手                     | 竞选对手           | 得票数 | 得票率 | 总票数 | 多数票 | 投票率 |
| ---- | ------------ | ------ | ---------------- | ------ | ------ | ---------------------------- | ------------------ | ------ | ------ | ------ | ------ | ------ |
| 2008 | N23 阿逸布爹 |        | 林冠英（行动党） | 6,601  | 72.08% |                              | 陈玉钟（马华公会） | 2,540  | 27.74% | 9,288  | 4,061  | 74.58% |
| 2013 | N23 阿逸布爹 |        | 林冠英（行动党） | 9,626  | 82.32% |                              | 陈建强（马华公会） | 1,882  | 16.10% | 11,693 | 7,744  | 84.7%  |
| 2018 | N23 阿逸布爹 |        | 林冠英（行动党） | 9,362  | 85.61% |                              | 陈协成（马华公会） | 1,404  | 12.84% | 10,936 | 7,958  | 82.0%  |
| 2018 | N23 阿逸布爹 |        | 林冠英（行动党） | 9,362  | 85.61% | 陈胤黇（马来西亚国民团结党） | 87                 | 0.79%  |        | 10,936 | 7,958  | 82.0%  |
| 2018 | N23 阿逸布爹 |        | 林冠英（行动党） | 9,362  | 85.61% | 玛尼甘仁（爱国党）           | 83                 | 0.76%  |        | 10,936 | 7,958  | 82.0%  |
| 2023 | N23 阿逸布爹 |        | 林冠英（行动党） | 8,996  | 85.63% |                              | 江承鷃（民政党）   | 1,073  | 10.21% | 10,506 | 7,923  | 68.35% |
| 2023 | N23 阿逸布爹 |        | 林冠英（行动党） | 8,996  | 85.63% | 郑雨周（人民党）             | 473                | 4.16%  |        | 10,506 | 7,923  | 68.35% |